# Royal Indian Navy
La Royal Indian Navy (RIN) (Marina Reial de l'Índia) era la força naval de l'Índia britànica i el Domini de l'Índia. Va ser una de les branques de les Forces Armades de l'Índia Britànica. Des dels seus orígens el 1612 com a Marina de la Companyia Britànica de les Índies Orientals, la Marina va sofrir diversos canvis, inclosos els canvis en el seu nom. Amb el pas del temps va rebre el nom de Bombay Marine (1686), el Cos de Bombay Marine (1829), la Marina Índia (1830), la Marina Índia de Sa Majestat (1858), la Marina de Bombai i Bengala (1863), la Força de Defensa Índia (1871)), Marina de Sa Majestat a l'Índia (1877). Finalment va ser anomenada Royal Navy India el 1934. Tot i així, va romandre una força relativament petita fins a la Segona Guerra Mundial, quan es va expandir molt.
Després de la divisió de l'Índia Britànica en dos estats independents el 1947, la Marina es va dividir entre Pakistan i Índia. Un terç dels actius i el personal van ser assignats a la Royal Pakistan Navy. els aproximadament dos terços de la flota i el personal restant es van quedar amb la Unió de l'Índia, Aquesta força, encara sota el nom de "Royal Indian Navy", es va convertir en la marina del Domini de l'Índia fins que el país es va convertir en república el 26 de gener de 1950. Després es va anomenar Marina Índia.